# Celso Albelo
Pour les articles homonymes, voir Albelo.
 (novembre 2012).
Si vous disposez d'ouvrages ou d'articles de référence ou si vous connaissez des sites web de qualité traitant du thème abordé ici, merci de compléter l'article en donnant les références utiles à sa vérifiabilité et en les liant à la section « Notes et références ».
Celso Albelo (né en 1976) est un ténor espagnol.

## Biographie
Celso Albelo est né en Espagne à Santa Cruz de Tenerife. À l'École supérieure de musique Reine-Sophie, il est élève de Tom Krause et Manuel Cid.
Il fait ses débuts à l'opéra dans le rôle du Duc de Mantoue (Rigoletto) en 2006 à  Busseto, au festival Verdi aux côtés de Leo Nucci[réf. souhaitée]. Suivront de nombreux rôles de ténor lyrique confiés au ténor de Ténérife, parmi lesquels on peut citer Ernesto dans Don Pasquale, Nemorino dans L'elisir d'amore,  Ruodi dans Guillaume Tell, Elvino dans la Somnambule, Fernand dans la Favorite (version française),  Lord Riccardo Percy dans Anna Boleina, Roberto dans Maria Stuarda, Nadir dans Les Pêcheurs de perles. Il se produit sur de nombreuses scène internationales, comme la Scala de Milan, le Teatro Real de Madrid, l'Opéra de Zurich, la Fenice de Venise, ou le Teatro Carlo Felice de Gênes.
En juillet 2019 il interprète de rôle d'Arnold dans Guillaume Tell de Gioachino Rossini dans le cadre des Chorégies d’Orange, sous la direction musicale de Gianluca Capuano et dans une mise en scène de Jean-Louis Grinda, aux côtés de Nicola Alaimo (Guillaume Tell), Nora Gubisch (Hedwidge), Annick Massis (Mathilde), Jodie Devos (Jemmy) et Nicolas Courjal (Gessler).

## Prix et récompense
Celso Albelo a reçu en 2008 le Opera Actual Prize, en 2010 l'Oscar de la Fondation des Arènes de Vérone et le prix d'Opéra du Théâtre Campoamord'Oviedo (la plus importante distinction espagnole) dans la catégorie « jeune espoir » pour Les Puritains.